# España Lake
España Lake är en sjö i Bolivia.   Den ligger i departementet Santa Cruz, i den centrala delen av landet, 400 km norr om huvudstaden Sucre. España Lake ligger 185 meter över havet. Arean är 27,6 kvadratkilometer. Den sträcker sig 8,2 kilometer i nord-sydlig riktning, och 7,2 kilometer i öst-västlig riktning.
Runt España Lake är det mycket glesbefolkat, med 2 invånare per kvadratkilometer.